# Торрес, Карен
Карен Миленка Торрес Гусман (исп. Karen Milenka Torrez Guzman; род. 29 июля 1992 года) — боливийская пловчиха, участница Олимпийских игр 2012 и 2016 годов.
На Церемонии открытия летних Олимпийских игр 2012 была знаменосцем команды Боливии.

## Карьера
Заняла 37-е место по результатам предварительного круга в соревнованиях среди женщин на 100 метров вольным стилем и не смогла квалифицироваться в следующий этап.